# 木衛五十一
木衛五十一是一颗木星的天然卫星。它由罗伯特·雅各布森、蒙特雷·布罗兹维奇、布雷特·J·格拉德曼和亚历克斯·安德森（英文名见右侧）在2010年发现。